# Verdú
Verdú község Spanyolországban, Lleida tartományban. Verdú Tàrrega, Granyena de Segarra, Montornès de Segarra, Guimerà, Ciutadilla, Nalec, Sant Martí de Riucorb, Preixana és Vilagrassa községekkel határos. Lakosainak száma 886 fő (2024).

## Népesség
A település népessége az utóbbi években az alábbiak szerint változott:
| Lakosok száma | 603  | 2185 | 1735 | 1515 | 932  | 1074 | 1025 | 964  | 919  | 886  |
|               | 1717 | 1887 | 1936 | 1960 | 1986 | 2004 | 2009 | 2014 | 2019 | 2024 |